# Tradition (juridik)
Tradition är en juridisk term för överlämnande. Den används främst för att beskriva att saken fysiskt har överlämnats (traderats) till annan part.